# Yui Kamiji
Yui Kamiji (jap. 上地 結衣, Kamiji Yui; * 24. April 1994 in Akashi) ist eine japanische Rollstuhltennisspielerin.

## Karriere
Yui Kamiji begann im Alter von elf Jahren mit dem Rollstuhltennis und startet in der Klasse der Paraplegiker.
Sie nahm viermal an Paralympischen Spielen teil. 2012 in London schied sie im Doppel in der ersten Runde aus, während sie im Einzel das Viertelfinale erreichte. Sie unterlag dort Aniek van Koot mit 6:7, 5:7. 2016 in Rio gewann sie im Einzel die Bronzemedaille. In der Doppelkonkurrenz belegte sie mit Miho Nijo den vierten Platz. Bei den Spielen 2021 in Tokio unterlag sie im Finale Diede de Groot und gewann Silber, im Doppel gab es an der Seite von Momoko Ohtani Bronze. 2024 in Paris konnte sie zwei Goldmedaillen erringen. Sie schlug im Finale in drei Sätzen Diede de Groot, der sie auch im Doppelendspiel gegenüberstand. Zusammen mit Manami Tanaka besiegte sie das niederländische Doppel de Groot / van Koot im Match-Tie-Break.
Bei den Para-Asienspielen gewann sie 2014 in Incheon im Einzelwettbewerb die Bronzemedaille und im Doppelwettbewerb mit Kanako Domori die Silbermedaille. 2018 in Jakarta gab es Gold im Einzel und an der Seite von Manami Tanaka Silber im Doppel. Die beiden konnten bei der Austragung 2022 in Hangzhou sogar Gold holen, Kamiji gewann erneut das Einzel.
Beim Wheelchair Tennis Masters gelang Yui Kamiji 2013 bei ihrer ersten Finalteilnahme sogleich der Titelgewinn im Einzel. Sie besiegte Jiske Griffioen in drei Sätzen. Im Doppel gelang ihr 2012 der erste Finaleinzug an der Seite Sabine Ellerbrocks. Sie unterlagen Jiske Griffioen und Aniek van Koot in zwei Sätzen. 2013 und 2014 gewann sie den Doppeltitel jeweils mit Jordanne Whiley. Bei Grand-Slam-Turnieren feierte sie 2014 ebenfalls mit Jordanne Whiley einen großen Erfolg: Die beiden gewannen alle vier Turniere. Im Einzel gewann sie 2014 die French Open und die US Open, 2017 folgte der Gewinn der Australian Open. Bei den French Open siegte sie im selben Jahr im Einzel und in der Doppelkonkurrenz. Im Doppel gewann sie bislang zweiundzwanzig Grand-Slam-Turniere, im Einzel zehn.
Sowohl im Einzel als auch im Doppel hatte sie bereits die Führung der Weltrangliste übernommen. Erstmals an der Spitze stand sie im Einzel am 19. Mai 2014 und im Doppel am 9. Juni 2014.

## Leistungsbilanz bei den Grand-Slam-Turnieren

### Einzel
| Turnier         | 2012 | 2013 | 2014 | 2015 | 2016 | 2017 | 2018 | 2019 | 2020 | 2021 | 2022 | 2023 | 2024 | 2025 | Karriere |
| --------------- | ---- | ---- | ---- | ---- | ---- | ---- | ---- | ---- | ---- | ---- | ---- | ---- | ---- | ---- | -------- |
| Australian Open | VF   | –    | F    | F    | HF   | S    | F    | F    | S    | F    | VF   | F    | F    | S    | S        |
| French Open     | VF   | –    | S    | HF   | HF   | S    | S    | F    | S    | F    | F    | F    | VF   | S    | S        |
| Wimbledon       |      |      |      |      | VF   | HF   | HF   | HF   |      | VF   | F    | HF   | HF   | F    | F        |
| US Open         |      | HF   | S    | F    |      | S    | F    | F    | F    | F    | F    | F    |      |      | S        |

### Doppel
| Turnier         | 2012 | 2013 | 2014 | 2015 | 2016 | 2017 | 2018 | 2019 | 2020 | 2021 | 2022 | 2023 | 2024 | 2025 | Karriere |
| --------------- | ---- | ---- | ---- | ---- | ---- | ---- | ---- | ---- | ---- | ---- | ---- | ---- | ---- | ---- | -------- |
| Australian Open | HF   | –    | S    | S    | S    | F    | S    | HF   | S    | HF   | F    | F    | F    | HF   | S        |
| French Open     | F    | –    | S    | F    | S    | S    | F    | HF   | F    | F    | F    | S    | F    | S    | S        |
| Wimbledon       | –    | F    | S    | S    | S    | S    | S    | HF   |      | S    | S    | F    | S    | VF   | S        |
| US Open         |      | F    | S    | HF   |      | HF   | S    | HF   | S    | F    | F    | S    |      |      | S        |

Zeichenerklärung: S = Turniersieg; F, HF, VF, AF = Einzug ins Finale / Halbfinale / Viertelfinale / Achtelfinale; 1, 2, 3 = Ausscheiden in der 1. / 2. / 3. Hauptrunde; nicht ausgetragen